# Kilogramme par mètre cube
Le kilogramme par mètre cube (symbole : kg/m3 ou kg⋅m−3) est l'unité dérivée de masse volumique du Système international (SI).
Il est relié au gramme par centimètre cube (g/cm3), l'unité CGS, par :
1 kg/m3 = 0,001 g/cm3 (10−3 g/cm3) ;
1 g/cm3 = 1 000 kg/m3 (103 kg/m3).